# Các chùa ở Hương Sơn
Hương Sơn là một xã nằm ở phía nam huyện Mỹ Đức, thành phố Hà Nội, Việt Nam. Tại đây có nhiều dãy núi đá vôi kề bên những dòng suối uốn lượn quanh co. Trên núi và trong các hang, người ta đã cho xây dựng nhiều đền chùa mà trung tâm là chùa Hương trong động Hương Tích. Hệ thống chùa chiền, đền thờ và hang động nằm trong khu vực này dựa theo những ngọn núi đá vôi và rừng nhiệt đới, diện tích tất cả khoảng chừng 6 km².

## Lịch sử
Theo truyền thuyết, vùng núi có hang động này được tìm thấy cách đây hơn hai nghìn năm và đã được đặt tên Hương Sơn - lấy tên một ngọn núi ở phía bắc Tuyết Sơn trong dãy Himalaya (Ấn Độ), nơi đức Phật đã ngồi tu khổ hạnh suốt 6 năm ròng rã.
Đời vua Lê Thánh Tông (1460-1497) đã có am thờ Phật dựng trên mảnh đất chùa Thiên Trù. Theo sách "Hương Sơn Thiên Trù thiên phú" thì chùa Hương được xây dựng từ đời Lê Hy Tông, niên hiệu Chính Hòa, (1680-1705). Bia tại chùa Thiên Trù có ghi rằng việc xây dựng nền đất, bậc đá và tôn tạo Kim Dung bảo điện của chùa được thực hiện vào năm 1686.
Các ngôi chùa chính được xây dựng với quy mô lớn vào khoảng cuối thế kỷ 17. Cho đến đầu thế kỷ 20, trong khu vực này đã có hơn 100 ngôi chùa.

## Hành trình tham quan chùa

Suối Yến

Núi Mâm xôi

Để tham quan các chùa ở Hương Sơn, người hành hương thường đi theo các tuyến đường khác nhau. Tuyến đi chính là đi từ Bến Đục, nằm bên bờ sông Đáy. Đây là cửa ngõ vào khu danh lam thắng cảnh, thuyền đò chen. Ngoài ra, có thể đi theo con đường bộ ven chân núi (nhưng ngày nay đã không đi được nữa). Trên đường từ bến Yến vào Bến Trò, người ta có thể dừng chân tại đền Trình (có nghĩa là nơi "trình diện" với thần linh trước khi đến cõi Phật) trên núi Ngũ Nhạc. Đây là đền thờ một vị thần núi. Đền còn có tên Quan Lớn, thờ một bộ tướng của vua Hùng.
Trên dòng suối Yến có cây cầu gỗ tên là cầu Hội. Từ chân cầu đi vào bên trái có thể đi vào ngôi chùa Thanh Sơn trong một động núi.
Từ Bến Trò đi bộ lên chùa Trò, tức chùa Thiên Trù (có nghĩa là Bếp Trời), còn được gọi là chùa Ngoài. Từ bến vào chùa có một nhà bia, trong có tấm bia "Thiên Trù tự bi ký" dựng năm Chính Hòa thứ 7, ghi lại những hoạt động tu sửa chùa Thiên Trù và chùa Hương Tích của nhà sư Viên Quang.
Ngày xưa, chùa được xây khuất trong bốn vách núi, có đến vài chục gian, nhưng đã bị tàn phá trong chiến tranh. Nam Thiên môn được xây dựng dưới triều vua Gia Long (1809) cũng bị phá hủy.
Giữa sân chùa có một đỉnh đồng cao 3 m. Cạnh sân chùa có hồ bán nguyệt và vườn tháp. Trong vườn tháp có ngôi tháp Viên Công chứa hài cốt Thiền sư Viên Quang, người có công trùng tu chùa Hương sau nhiều năm hoang phế, được dựng từ thế kỷ 17. Tháp xây gạch trần màu đỏ, cao 4 tầng, tầng thứ 2 và 3 có mái cong với các đầu đao. Ở chùa Thiên Trù còn có quả chuông đúc năm cảnh Thịnh thứ 2 (1793) thời nhà Tây Sơn. Người đi quyên góp đúc quả chuông này là nhà sư Hải Viên. Thiên Trù đã bị phá hủy vào năm 1947. Ngôi chùa hiện tại được xây dựng nhỏ hơn ngôi chùa cũ. Bái đường và hậu cung chùa Thiên Trù mới được xây dựng lại gần đây. Giữa điện thờ Phật có tượng Quan Âm Nam Hải bằng đá, tạc theo mẫu tượng trong chùa Hương Tích nhưng được phóng to gấp 2,5 lần, cao đến 2,8 m.
Ở đây còn có Thiên Thủy tháp là một mỏm đá mọc ngược thành một cây tháp thiên tạo, nước mưa trên núi theo tháp chảy xuống. Năm 1986, chùa Thiên Trù đã được phục dựng lại gác chuông và đến năm 1989 thì xây xong nhà Tam bảo hai tầng theo kiểu chữ "Đinh". Đầu năm 1994, chùa đã xây dựng lại Nam Thiên môn (cửa trời Nam) theo nguyên mẫu.
Gần chùa Thiên Trù là núi Tiên, có chùa Tiên trong hang. Trong chùa có 5 pho tượng bằng đá do những người thợ đá ở Kiện Khê (Hà Nam) tạc năm 1907 dựa theo truyền thuyết Bà Chúa Ba Diệu Thiện đã đắc đạo thành Quan Thế Âm Bồ Tát ở Hương Sơn. Tượng Bà Chúa Ba ở giữa, phía trước là người chị cả Diệu Thanh cưỡi sư tử xanh (Văn Thù Bồ Tát và tượng người chị thứ hai Diệu Âm cưỡi voi trắng (Phổ Hiền Bồ Tát). Phía sau là tượng vua cha và hoàng hậu mẹ của Bà Chúa Ba.
Giữa đường từ chùa Thiên Trù đến động Hương Tích là chùa Giải Oan. Ở đây có giếng nước trong vắt gọi là "Thiên nhiên thanh trì" hay còn gọi là giếng Long Tuyền. Trước chùa có suối chín nguồn gọi là suối Giải Oan. Gần chùa là động Tuyết Kinh và am Phật Tích, nơi có tảng đá tương truyền lưu dấu chân Quan Âm Bồ-tát. Cách đó không bao xa, du khách bước chân đến núi Chấn Song để thăm viếng đền cửa Võng thờ Mẫu Thượng Ngàn.
Từ chùa Thiên Trù, theo đường núi quanh co đi khoảng 2 km thì đến chùa Hương còn gọi là chùa Trong. Từ chùa Thiên Trù còn có lối rẽ qua rừng mơ, đến chùa Hinh Bồng.
Ngoài ra còn có thể đi theo suối Tuyết vào đền Mẫu Hạ rồi đến núi Thuyền Rồng, núi Con Phượng, hòn Đầu Sư Tử, vách đá Kỳ Sơn Tú Thủy và sau đó đến bến Tuyết Sơn vào chùa Bảo Đài. Trong chùa còn giữ được một pho tượng Cửu Long bằng đồng rất đẹp. Từ chùa Bảo Đài, theo một con đường phẳng đến chùa Tuyết trong Ngọc Long động. Chùa Tuyết do một bà quận chúa thời Trịnh dựng vào năm 1694. Ở đây còn có phù điêu chân dung bà tạc vào vách động. Nơi đây, vào năm 1770, Trịnh Sâm có làm bài thơ "Đăng Tuyết sơn hữu hứng".
Một tuyến đường nữa theo một nhánh của suối Yến, qua núi Ông Sư Bà vãi, cập bến Long Vân, leo núi thăm chùa Cây Khế, và hang Sũng Sàm, một di chỉ văn hóa Hòa Bình.
Hội chùa Hương Sơn là hội chùa kéo dài nhất ở Việt Nam trong suốt ba tháng sau Tết Nguyên Đán.
Ca dao đã miêu tả:
Một vùng non nước bao la
Rằng đây Lạc quốc hay là Đào nguyên
Hương Sơn là chốn non tiên
Bồng lai mà thấy ở miền trần gian.